# Dinopium
Dinopium és un gènere d'ocells de la família dels pícids (Picidae).

## Llista d'espècies
Segons la Classificació del Congrés Ornitològic Internacional (versió 14.2, 2024) aquest gènere està format per cinc espècies:
- Picot ardent de Bengala (Dinopium benghalense Linnaeus, 1758)
- Picot ardent de l'Himàlaia (Dinopium shorii Vigors, 1831)
- Picot ardent de Palawan (Dinopium everetti Tweeddale, 1878)
- Picot ardent de Sri Lanka (Dinopium psarodes Lichtenstein, AAHH, 1793)
- Picot ardent oriental (Dinopium javanense Ljungh, 1797)